# Dorylomorpha occidens
Dorylomorpha occidens är en tvåvingeart som först beskrevs av Hardy 1939.  Dorylomorpha occidens ingår i släktet Dorylomorpha och familjen ögonflugor.
Artens utbredningsområde är Alaska. Arten är reproducerande i Sverige. Inga underarter finns listade i Catalogue of Life.